# Houwingahof
Houwingahof of Houwingagast is een verdronken dorp in het middeleeuwse landschap Reiderland in directe omgeving van Nieuw-Beerta. Mogelijk was het een kerkhof.
In een laatmiddeleeuwse lijst van verdronken kerspelen in het bisdom Münster wordt Howengahoff naast Houwingaham en Wynedaham genoemd. Een namenlijst uit de zestiende eeuw vermeldt daarentegen Houinga gast. Jacob van der Mersch geeft op zijn Dollardkaart uit 1574 Houwingagast een plek ten oosten van Finsterwolde aan de zuidkant van de Tjamme. Mogelijk is ook de naam Beersterhoogen of Beersterhoven ontleend aan Houwingahof.
Houwingahof moet niet verward worden met Houwingaham aan de oostzijde van de Westerwoldse Aa. Beide dorpen lagen mogelijk in elkaars verlengde en het ligt dan voor de hand dat de een een dochternederzetting van de ander is geweest. Volgens een verklaring uit 1567 vielen de Hamsters onder de kerk van Beerta en werden ze daar ook begraven. Het is niet duidelijk of daarmee de inwoners van Houwingahof, Houwingaham of die van Wynedaham worden bedoeld (dan wel een combinatie daarvan). Dergelijke uitgestrekte nederzettingen aan beide zijden van een rivier vinden we ook ter hoogte van Midwolda, Scheemda en Oostwold.
Het dorp moet al in de vijftiende eeuw zijn opgegaan in een groter geheel, wellicht Wynedaham, dat ten slotte met Beerta en Ulsda werd verenigd. Deze beide laatste dorpen lagen in tegenstelling tot Houwingahof in het bisdom Osnabrück.